# Mavia
Mavia, anche citata come Mania (in arabo ماوية‎?, Māwiyya; in greco antico: Μαυία, Mauía; ... – Anasarta, 425), è stata una regina araba che governò sui Tanukhidi, una confederazione di arabi seminomadi nella Siria meridionale, nella seconda metà del IV secolo.
Guidò le sue truppe in una ribellione contro il tardo dominio romano, cavalcando alla testa del suo esercito in Fenicia e in Palestina. Dopo che raggiunse i confini dell'Egitto e sconfisse ripetutamente l'esercito romano, alla fine i Romani fecero una tregua con lei alle condizioni da lei stabilite. In seguito i Romani chiesero il suo aiuto quando furono attaccati dai Goti, al che ella rispose inviando un'unità di cavalleria.  
Considerata "la donna più potente nell'Arabia tardoantica dopo Zenobia", gran parte di ciò che si sa su Mavia proviene dai resoconti antichi, quasi contemporanei, come gli scritti di Rufino, che si pensa derivino da un resoconto ora perduto di Gelasio di Cesarea. Gli autori successivi la trasformarono in una cristiana di origine romana, sebbene fosse evidentemente araba, e forse inizialmente pagana.

## Biografia
Gli antenati di Mavia, il cui nome arabo era Māwiyya, erano dei Tanukhidi, una affiliazione libera di tribù arabe che era migrata verso nord dalla penisola arabica un secolo prima della sua nascita, a causa dell'influenza sasanide crescente nell'Arabia orientale. Il marito di Mavia era al-Hawari, l'ultimo re della confederazione seminomade dei Tanukhidi nella seconda metà del IV secolo. Quando morì nel 375 d.C. senza lasciare un erede, Mavia assunse il comando della confederazione in una rivolta contro il dominio romano che si estese attraverso il Levante.
Si pensa che i motivi della rivolta siano stati religiosi. Dopo la morte di al-Hawari, l'imperatore romano Valente, un eterodosso ariano, decise di trascurare le richieste degli arabi di un vescovo ortodosso, insistendo invece sulla nomina di un vescovo ariano. Mavia si ritirò da Aleppo nel deserto con il suo popolo, stringendo delle alleanze con gli arabi del deserto e guadagnandosi il sostegno in gran parte dell'Arabia e della Siria, preparandosi a combattere contro il dominio romano. Non si sa se la stessa Mavia fosse cristiana in questo periodo o no. Alcuni storici riferiscono che fu durante le sue imprese militari che ella incontrò un monaco ascetico che la colpì talmente tanto da convertirla al cristianesimo ortodosso. Tuttavia, tutti concordano che la condizione posta per qualsiasi tregua con Roma fosse la nomina di questo monaco come vescovo per il suo popolo.

### Rivolta
Fu durante la primavera del 378 d.C. che Mavia sferrò una rivolta imponente contro il governo centrale, spesso comparata a quella sferrata da Zenobia un secolo prima. Le sue truppe, che spesso ella guidava di persona, dilagarono nell'Arabia e in Palestina e raggiunsero i confini dell'Egitto, sconfiggendo gli eserciti di Roma molte volte. Dato che lei e i Tanukhidi avevano lasciato Aleppo per usare il deserto come propria base, i Romani rimasero senza un bersaglio fisso al quale infliggere dei castighi. Le unità altamente mobili di Mavia, che usavano delle tecniche classiche di guerriglia, condussero numerose incursioni e ostacolarono i tentativi romani di soffocare la rivolta.
Mavia e le sue truppe si rivelarono superiori alle forze romane anche nelle battaglie in campo aperto. Dopo aver combattuto per un secolo assieme alle forze romane, le truppe Tanukhidi avevano familiarità con le tattiche romane e sconfissero facilmente il governatore romano della Palestina e della Fenicia, il primo a essere inviato a schiacciare la rivolta. Ella si guadagnò il favore tra gli abitanti delle città della regione, anche loro simpatizzanti per la sua causa, e sembrava che l'intero Oriente romano si sarebbe staccato e sarebbe stato governato da Mavia e i suoi arabi.
Un secondo contingente, guidato dallo stesso comandante militare romano dell'Oriente, venne inviato per incontrare le truppe di Mavia in una battaglia in campo aperto. Nel guidare di persona le sue truppe in battaglia, Mavia non solo dimostrò di essere una guida politica abile, ma anche una stratega forte. Le sue forze, usando un misto di tattiche di combattimento romane e autoctone, impiegavano spesso dei lancieri ad alta mobilità con un effetto devastante. I Romani furono sconfitti e, al contrario della loro guerra contro Zenobia, avevano pochi alleati nativi a cui rivolgersi, dato che uno dei loro alleati regionali più preziosi era il Tanukh, lo stesso gruppo che li stava combattendo. Valente non aveva altra scelta che sollecitare la pace.

#### Fonti degli storici della Chiesa
Gli storici della chiesa tramandano le imprese di Mavia, focalizzandosi in particolare sulla condizione da lei posta per la tregua che ottenne dai Romani, che si considera essere importante per i primi sforzi evangelici cristiani nel Levante. Anche Teodoreto di Cirro scrisse della conversione della regina.
Socrate di Costantinopoli descrive gli stessi eventi, e fa notare che Mosè, "un saraceno di nascita, che aveva vissuto una vita monastica nel deserto" era divenuto "estremamente eminente per la sua pietà, la sua fede e i miracoli." Egli quindi insinuò che Mavia "desiderava molto che questa persona venisse resa vescovo della sua nazione, e promise a questa condizione di terminare il conflitto." Socrate nota anche il fermo impegno di Mavia per la tregua, esemplificato nel far sposare sua figlia a Vittore, il comandante in capo dell'esercito romano.
Sozomeno fornisce molti altri dettagli su Mavia, citata nel suo testo come Mania, descrivendo il suo governo e la storia del suo popolo, che chiama "saraceni".  Egli scrive che essi sono degli Ismaeliti, discendenti dal figlio di Agar, la concubina di Abramo, e che danno alle loro bambine il nome di Sara, così da non essere considerati figli di Agar, e quindi schiavi. Sulle battaglie con "Mania, che comandava in persona le proprie truppe", Sozomeno scrive che erano considerate "ardue" e "pericolose", e che il generale dell'intera cavalleria e fanteria dell'Oriente dovette essere "soccorso con difficoltà" da una battaglia contro lei e le sue truppe.

### Conseguenze
Mosè venne nominato come primo vescovo arabo degli arabi, e una chiesa araba incipiente iniziò a emergere nell'Oriente romano, attraendo molti Tanukh dalla Mesopotamia. Inoltre Mavia riuscì a riottenere lo status di alleati e i privilegi dei quali i Tanukh godevano prima del regno di Giuliano. Alla conclusione della guerra, la figlia di Mavia, la principessa Chasidat, venne data in isposa a un devoto comandante niceno dell'esercito romano, Vittore, per compattare l'alleanza. Fu così che Mavia portò agli arabi una pace giusta; tuttavia, non durò a lungo.
Come parte dell'accordo della tregua, Mavia inviò le proprie forze in Tracia per aiutare i Romani a combattere i Goti. Le sue forze si rivelarono meno efficienti al di fuori del loro territorio d'origine e i Goti respinsero i Romani a Costantinopoli, uccidendo pure Valente, l'imperatore. Le forze di Mavia tornarono a casa, mal conciate e ridotte di numero. Il nuovo imperatore, Teodosio I, favorì i Goti, dandogli molti posti nella classe dirigente romana, a spese degli arabi. Dopo aver dimostrato la loro realtà a Roma, gli arabi si sentirono profondamente traditi e prepararono un'altra rivolta nel 383 d.C. Questa rivolta venne repressa rapidamente e l'alleanza romano-tanukhide finì per sempre, dato che Roma si avvicinava a un'altra tribù araba, i Salihidi.
Non si sa se Mavia abbia guidato la seconda rivolta o no, dato che non c'è alcuna menzione della sua guida. Si sa che morì ad Anasarta, a est di Aleppo, nel cuore del territorio tribale dei Tanukh, dove c'è un'iscrizione che registra la sua morte qui nel 425 d.C.

### Fonti primarie
- Socrate Scolastico, Storia ecclesiastica, 4, 36
- Sozomeno, Storia ecclesiastica, 6, 38
- Teodoreto di Cirro, Storia ecclesiastica, 4, 20
- Tirannio Rufino, Storia ecclesiastica, 2, 6

### Fonti secondarie
- (EN) Warwick Ball, Rome in the East: The Transformation of an Empire, Routledge, 2001.
- (EN) Glen Warren Bowersock; Peter Brown; Peter Robert Lamont Brown; Oleg Grabar, Late Antiquity: A Guide to the Postclassical World, Harvard University Press,1999.
- (EN) Anne Jensen, God's Self-confident Daughters: Early Christianity and the Liberation of Women, Westminster John Knox Press, 1996.
- (EN) Irfan Shahîd, Rome and the Arabs: A Prolegomenon to the Study of Byzantium and the Arabs, Dumbarton Oaks, 1984, ISBN 0-88402-115-7.